# ЗИЛ-4334

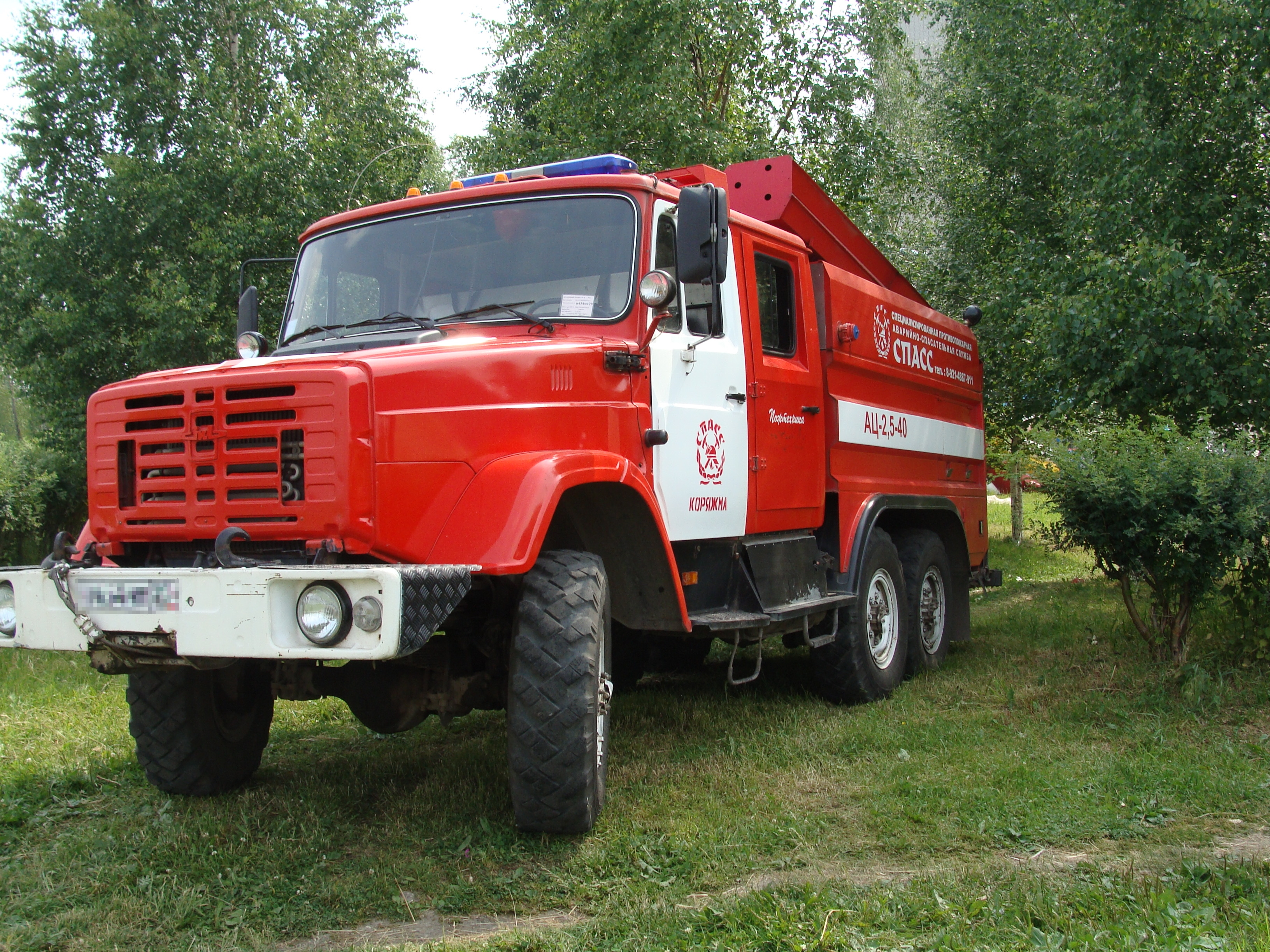
АЦ-2,5-40 на базе ЗИЛ-4334.

ЗИЛ-4334 — российский трёхосный полноприводный (6×6) среднетоннажный грузовой автомобиль Московского автозавода имени Лихачёва.
ЗИЛ-4334 предназначался для замены грузовика ЗИЛ-131Н. Производился с 1994 года по 2013 год, модернизированная модификация ЗИЛ-4334В2 — с 2004 года по 2015 год. Общий объём производства составил 985 ед.

## История
В конце 1980-х в СССР назрела необходимость обновления трёхосного грузовика повышенной проходимости ЗИЛ-131. В 1990 году появился опытный образец ЗИЛ-433410, совмещавший усовершенствованное шасси ЗИЛ-131/ЗИЛ-131Н, выпускавшееся с 1966 года, с кабиной нового поколения ЗИЛ-4331, освоенной с 1987 года. В 1994 году грузовик пошёл в серию под индексами ЗИЛ-433420 (бортовой) и ЗИЛ-433422 (шасси). В первой серии ЗИЛ-4334 была также предусмотрена армейская модификация с многотопливным исполнением дизеля ЗИЛ-6451.
В 2000 году три автомобиля ЗИЛ-433420 с жилыми кузовами типа КУНГ совершили автопробег по маршруту Москва — Якутск — Уэлен — Северная Америка — Западная Европа — Калининград — Москва длиной более 45 000 км.
В 2002 — 2004 годах серийные ЗИЛ-4334 были оснащены двигателями ЗИЛ и ММЗ, отвечавшими экологическим нормам Евро-2 и Евро-3.
С 2002 года выпускался вариант ЗИЛ-4334КО со спальным местом за водительским сиденьем, в связи с чем кабина удлинена на 50 см. Эта модель оснащалась дизельным двигателем Caterpillar.
Грузовик поставлялся в двух основных исполнениях: бортовом и шасси без кузова. По желанию заказчика мог комплектоваться удлинённой семиместной кабиной вместо стандартной трёхместной. Отдельно производилась пожарная автоцистерна АЦ-3,0-40, ёмкостью 3 м³ и оснащённая насосом в 40 л.с.
За более чем 20 лет производства ЗИЛ-4334 оснащался рядом двигателей российского и зарубежного производства. Под конец производства в 2015 году серийно выпускались четыре модификации:
| Индекс модели | Тип кузова                 | Тип двигателя              |
| ------------- | -------------------------- | -------------------------- |
| ЗИЛ-433420    | бортовой                   | дизель ЗИЛ-6451 (170 л.с.) |
| ЗИЛ-433422    | шасси                      | дизель ЗИЛ-6451 (170 л.с.) |
| ЗИЛ-433424    | шасси пожарного автомобиля | дизель ЗИЛ-645 (185 л.с.)  |
| ЗИЛ-433430    | бортовой                   | дизель ЗИЛ-645 (185 л.с.)  |
| ЗИЛ-433432    | шасси                      | дизель ЗИЛ-645 (185 л.с.)  |
| ЗИЛ-4334В1    | бортовой                   | дизель ММЗ Д-245.30 Евро-3 |
| ЗИЛ-4334В2    | шасси                      | дизель ММЗ Д-245.30 Евро-3 |
| ЗИЛ-4334В5    | шасси пожарного автомобиля | дизель ММЗ Д-245.30 Евро-3 |
| ЗИЛ-433440    | бортовой                   | карбюраторный ЗИЛ-508300   |
| ЗИЛ-433442    | шасси                      | карбюраторный ЗИЛ-508300   |

## Технические характеристики
Колёсная формула автомобиля — 6×6. Передний мост отключаемый. Средний мост является промежуточным, через него мощность поступает на задний мост. Все мосты с блокируемым межколесным дифферинциалом . На раздаточной коробке имеется люк для отбора мощности (до 60 л. с.) на дополнительные устройства спецтехники. Коробка механическая, пятиступенчатая, раздаточная коробка двухступенчатая, лонжероны рамы имеют толщину 8 мм.
Рулевой механизм оснащён гидравлическим усилителем. Радиус разворота — 10 м. Автомобиль преодолевает подъём с углом 35° и брод с уровнем до 1,4 м. Дорожный просвет — 330 мм.
Подвеска всех колёс зависимая (рессорная с гидроамортизаторами впереди, рессорно-балансирная на втором и третьем мосту). Тормоза барабанные.Тормозная система пневматическая, одноконтурная, с возможностью подключения прицепа. Давление в шинах регулируется, возможна подкачка пробитого колеса на ходу. Напряжение в бортовой сети — 24В, аккумуляторов два.

### Массо-габаритные характеристики
Для модели 4334В1:
- Грузоподъёмность: 3750 кг
- Полная масса: 11170 кг (с лебёдкой)
- Снаряженная масса: 6955 кг
- Масса буксируемого прицепа: 4200 кг
- Допустимая полная масса автопоезда: 15370 кг
- Размеры грузовой платформы: 3810 мм х 2420 мм х 600 мм
- Радиус поворота: 10,2 м
- Максимальная скорость: 90 км/ч

## Похожие автомобили
- Урал-4320 (Россия)
- КамАЗ-4310 (Россия)
- МАЗ-6317 (Белоруссия)
- КрАЗ-6322 (Украина)
- M939 (США)